# 陳偉霆演唱會列表
陳偉霆一共舉行了2場個人演唱會、1次粉絲見面會及1次巡迴演唱會。

## 巡迴演唱會
Inside Me 巡迴演唱會是陳偉霆出道十三年以來的首次個人巡演。
為了兌現這個曾跟女皇們承諾過的獨一無二的“大party”，陳偉霆和創作團隊攜手打造一個完美的舞台，演唱會舞美斥資八位數打造，採用最先進的技術，充滿科技感和現代感，音響等設備也全部以國際巨星演唱會配備，務求令粉絲得到視聽享受。

#### 巡迴場次
| 場數 | 日期           | 場地                         |
| ---- | -------------- | ---------------------------- |
| 1    | 2016年8月27日  | 北京凱迪拉克中心             |
| 2    | 2016年10月9日  | 上海上海大舞台               |
| 3    | 2016年11月19日 | 南京奧林匹克體育中心         |
| 4    | 2017年4月22日  | 重慶重慶國際博覽中心中央大廳 |
| 5    | 2017年4月30日  | 廣州廣州國際體育演藝中心     |

### 演唱歌單
此歌單參照陳偉霆WILLIAM INSIDE ME TOUR巡迴演唱會2017 2BD藍光雙碟

| 1. Interlude /戰士 2. 尾巴 3. 女皇 4. 表白（國） 5. 好想抱著你（國） 6. 怎麼你的手機要響 7. 我是誰 8. L.U.V.愛 9. Run For More（國） 10. Taxi 11. 兩人行（國） | 1. 今天終於知道錯 2. 大峽谷 3. Do You Wanna Dance（國） 4. 1121（國） 5. 我門（國） 6. 有借有還 7. 唱這歌 8. Pop It Up 9. W企劃（國） 10. 著迷（國） 11. Love U2 12. 相依為命 |

## 個人演唱會
- 2014年 – 我的女皇MINI LIVE
- 2014年 – “女皇派對”陳偉霆生日會

## 個人粉絲見面會
| 舉行日期       | 見面會名稱                     | 舉辦地點       | 來源  |
| 2015年11月20日 | “女皇派對”陳偉霆生日粉絲見面會 | 廣州天河體育館 | [ 6 ] |

## 音樂會嘉賓
- 2007年 – Twins我們相愛六年世界巡迴演唱會
- 2007年 – NCM live向容祖兒狂呼 - Safari音樂劇
- 2009年 – 拉闊音樂擂台
- 2010年 – 英皇盛世10週年巨星演唱會
- 2010年 – 新城容祖兒我的女皇音樂會
- 2012年 – 新城數碼巨星靚聲音樂會
- 2015年 – 英皇娛樂15週年和華麗有約演唱會 [7]
- 2017年 – 英皇“決戰食神”北京演唱會 [8]
- 2019年 - 亚洲文化嘉年华 [9]
- 2019年 - 大兴国际机场慰问演出
- 2021年 - 爱奇艺为爱尖叫晚会

## 現場演出
- 2015年 – 2015亞洲音樂節 [10]
- 2016年 – 江蘇衛視跨年演唱會
- 2017年 – 浙江衛視領跑2018演唱會 [11]
- 2017年 – 東方衛視跨年演唱會
- 2018年 - 格萊美北京音樂節
- 2018年 – 江蘇衛視跨年演唱會 [12]
- 2019年 – 江蘇衛視跨年演唱會
- 2020年 - 湖南衛視跨年演唱會
- 2021年 - 湖南衛視新潮好物夜